# Bugarach (série télévisée)
Production
Diffusion
Bugarach est une série télévisée française réalisée par Fabien Montagner d'après un scénario de Philippe Paumier et Fabien Montagner, et diffusée en France à partir du 16 août 2024 sur France 3.
Cette fiction fantastique, qui est une production de Cantina Studio réalisée avec le soutien de la région Occitanie et du CNC,, se déroule à Bugarach, un village du département français de l'Aude qui avait défrayé la chronique en 2012 lorsque  « des rumeurs évoquaient une fin du monde plausible pour le 21 décembre de cette année-là avec cette commune comme rare lieu préservé de cette apocalypse tant redoutée ».

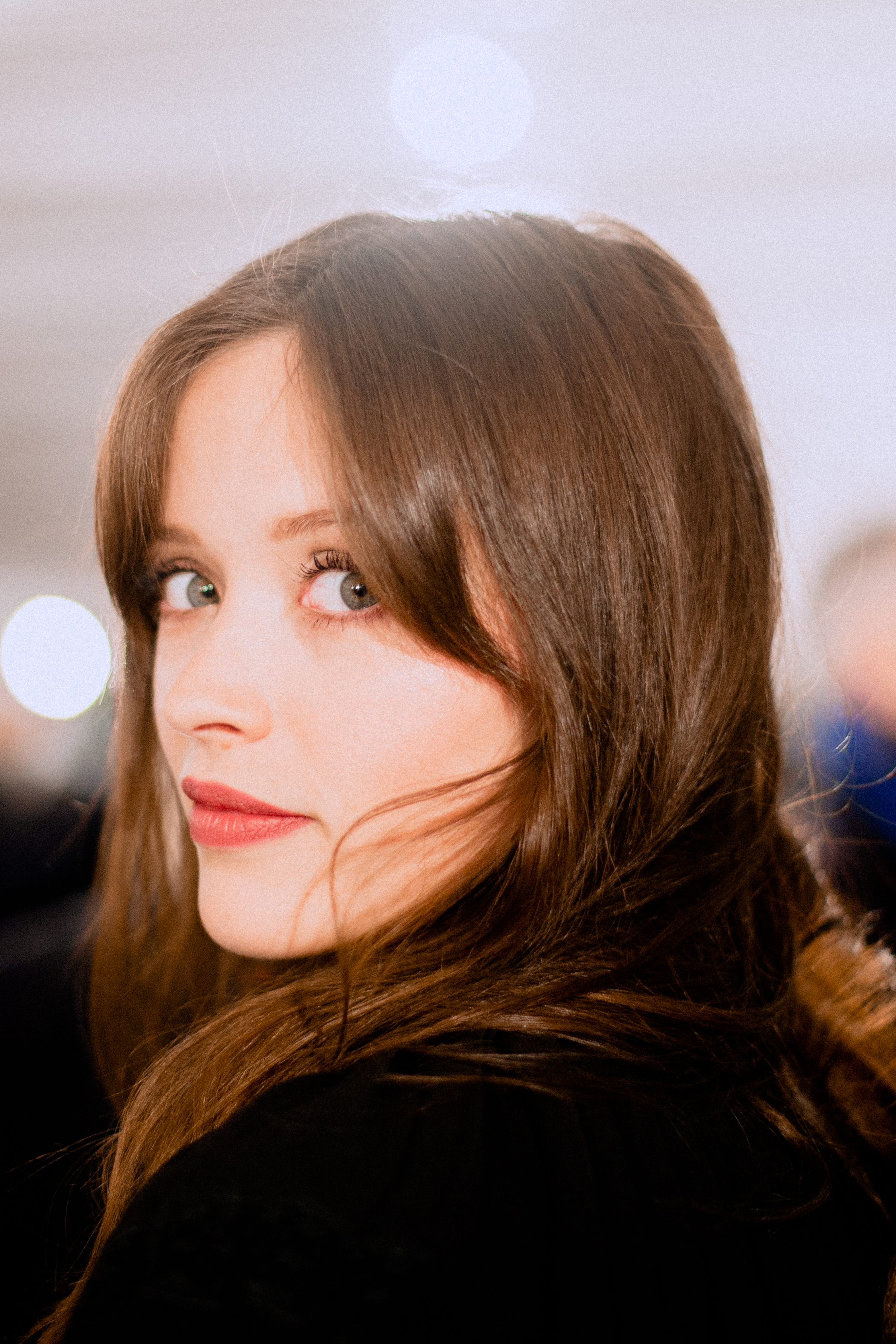
Marilyn Lima.

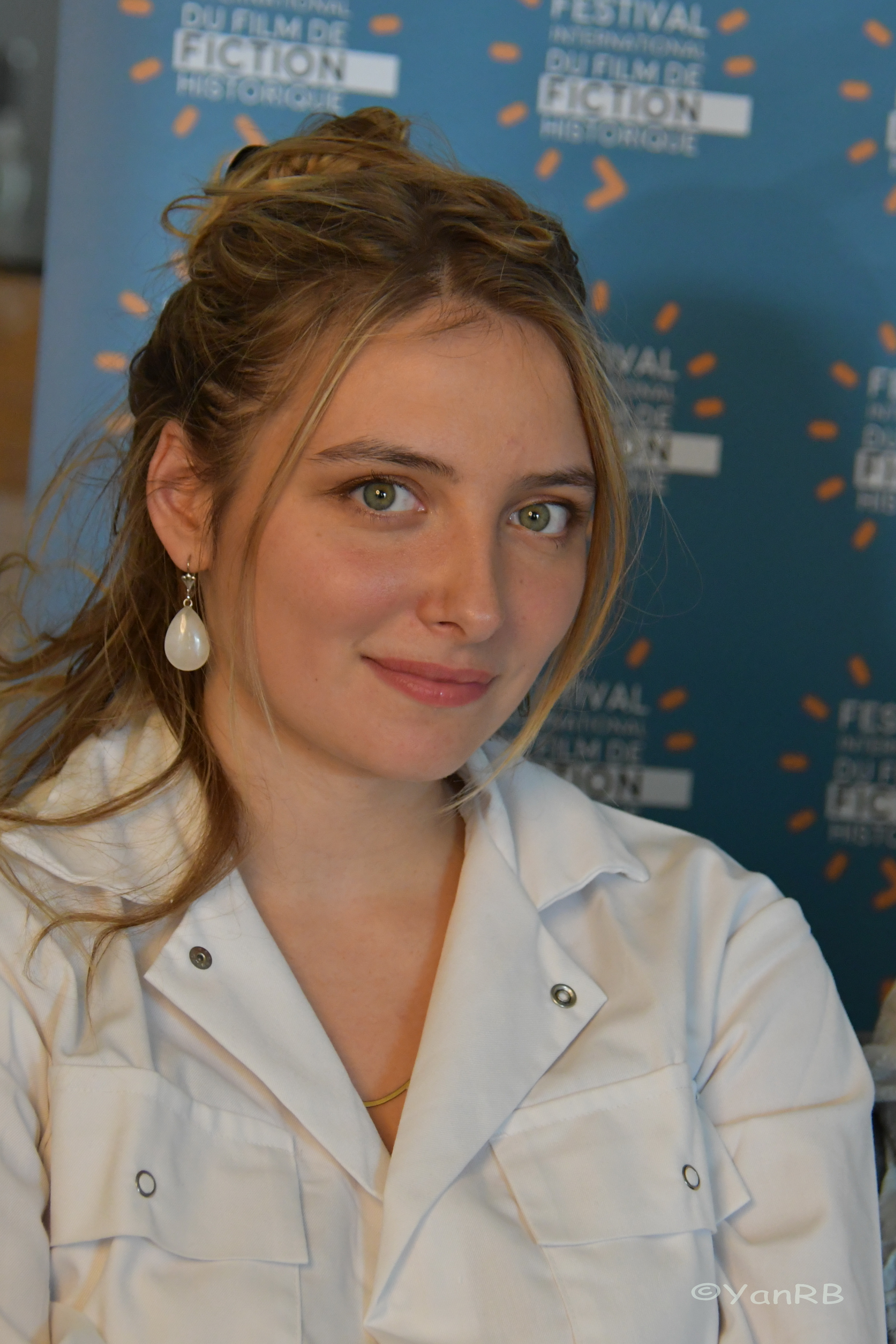
Lula Cotton-Frapier.

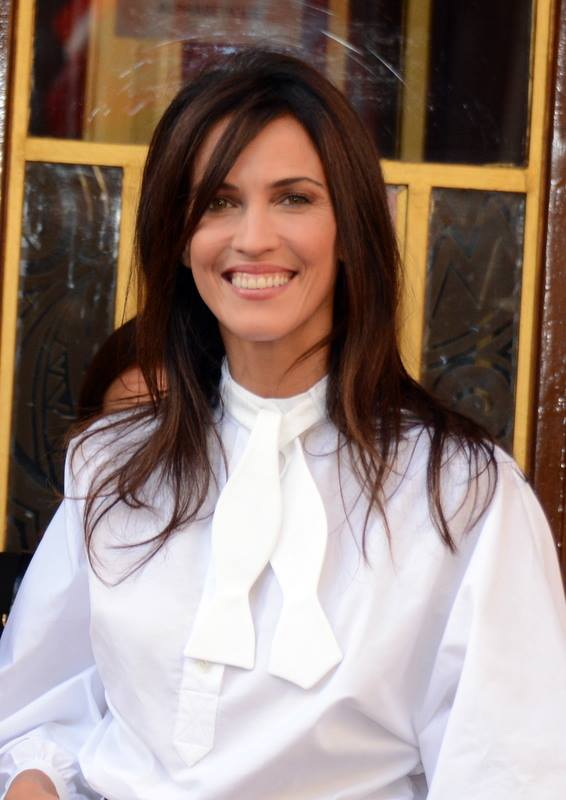
Linda Hardy.

## Synopsis
Dans un village de l'Aude, la vie d'Émilie bascule quand son père disparaît dans un accident d'hélicoptère. Un jour, ses amies Justine et Tessa la persuadent d'aller sur la montagne de Bugarach pour chercher des traces de son père. Elles s'y rendent avec William, un ami de Tessa, et les quatre amis découvrent là-haut quelque chose qui va remettre en question leur vie et leurs croyances.

## Distribution
- Marilyn Lima : Émilie
- Linda Hardy : Aurore, la mère d'Émilie
- Jérôme Varanfrain : Franck, le père d'Émilie
- Lula Cotton-Frapier : Justine
- Lisa Do Couto Teixeira : Tessa
- Matthieu Carle : William
- Jeremy Banster : Nathan Muller, l'employeur de Franck
- Aurélien Recoing : Matéo Cortès
- Gaspard Meier-Chaurand : Victor Muller, le fils de Nathan Muller
- Audrey Giacomini : Fanny, activiste
- Laurent Collombert : Andreï, homme de main de Nathan Muller
- Séverine Astel : la mère de Justine

## Production

### Genèse et développement
La série est créée et écrite par Philippe Paumier et Fabien Montagner, et réalisée par ce dernier,.
Fabrice Valéry, directeur délégué aux Antennes et aux Contenus de France 3 Occitanie, explique : « Quitte à faire une série, nous avons souhaité toucher un public différent de celui de la télé. Pour ce faire, afin qu'il y ait une identification, nous avons décidé de raconter une histoire dont les principaux personnages sont eux-mêmes de jeunes adultes. Nous avons aussi choisi d'aborder des thématiques qui intéressent majoritairement les jeunes publics : les préoccupations environnementales, les relations intergénérationnelles. Et sur la forme nous avons opté pour un genre très à la mode dans beaucoup de domaines de fictions : le fantastique ».

### Production
La collectivité d'Occitanie participe à hauteur de 250 000 €. Le CNC apporte 400 000 €.

### Attribution des rôles
Les rôles principaux sont tenus par un trio de jeunes actrices, Marilyn Lima (Émilie), Lula Cotton-Frapier (Justine) et Lisa Do Couto Teixeira (Tessa), qui « incarnent les personnages principaux qui défendent des valeurs comme l'amitié forte, la sororité et une solidarité générationnelle. En cela, la série est contemporaine et s'adresse à tous les publics ».
Pour Fabrice Valéry, directeur délégué aux Antennes et aux Contenus de France 3 Occitanie, « l'objectif a été de trouver un ensemble très homogène avec des comédiennes d'une vingtaine d'années et des acteurs plus confirmés ».
Le réalisateur Fabien Montagner confie : « Marilyn a été notre premier choix très vite, on lui a proposé en ne sachant pas si elle allait accepter parce que c'était le rôle principal et il fallait qu'elle soit sur tous les plans. Puis on était inconnu, on n'avait pas de référence à part notre belle histoire. Puis elle a accepté très vite donc ça nous a fait vraiment plaisir car nous n'avions pas de plan B ».
Marylin Lima avoue : « Le scénario m'embarque complètement et comme dans mon quotidien j'adore tous ces trucs fantastiques, un peu surnaturels, je me suis dit que c'était super de jouer un personnage pour incarner ça ».
Évoquant le fait que les scénaristes, âgés d'une quarantaine d'années, avaient demandé aux trois jeunes actrices principales de se réapproprier le texte et de le corriger, Marylin Lima précise : « ça a été un de mes tournages favoris ces dernières années. C'était délicieux d'avoir Fabien comme réalisateur qui nous a laissé une grande liberté sur les textes. C'était agréable de se sentir écoutée et de pouvoir apporter notre point de vue pour enrichir le tournage ».

### Tournage

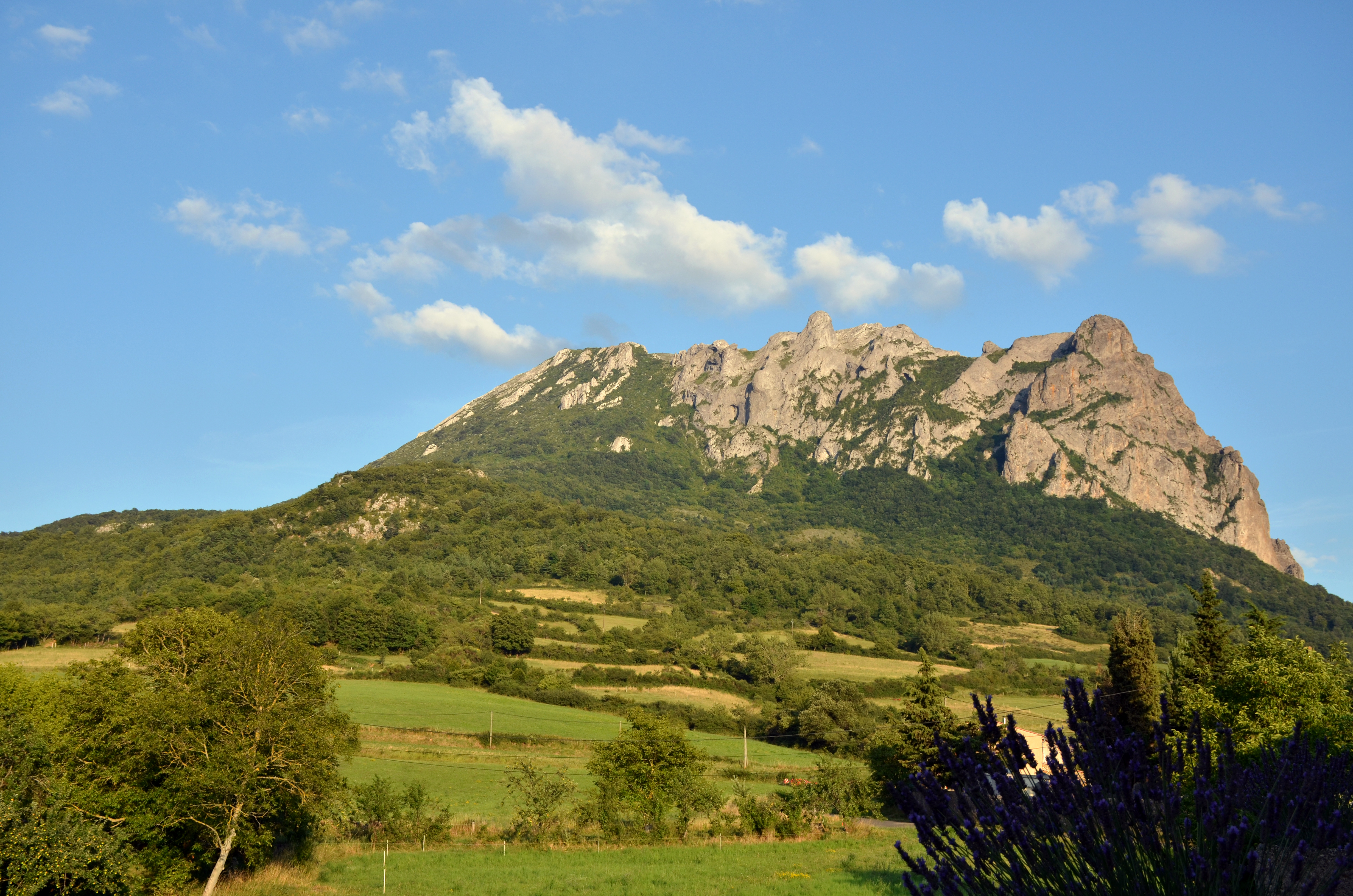
Le pic de Bugarach.

Le tournage de la série a lieu du 5 au 16 décembre 2022 dans le studio de France 3 Occitanie à Toulouse dans le département français de la Haute-Garonne, puis en extérieur en mars et en avril 2023 dans les paysages de Quillan et du pic de Bugarach dans le département de l'Aude,,,,.
Le maire de Bugarach, commune située dans le massif des Corbières, Jean-Pierre Delord, se défend de tout prosélytisme : « Je n'ai rien provoqué, c'est France Télévisions qui est venu me trouver ».
Des comédiens, techniciens et figurants de la région participent à ce tournage.
La série est également tournée au Canada.

### Fiche technique
Sauf indication contraire, les informations mentionnées dans cette section peuvent être confirmées par la base de données cinématographiques Allociné,  présente dans la section « Liens externes ».
- Titre français : Bugarach
- Genre : Fantastique[1],[4],[2]
- Production : Olivier Compère, Fabien Montagner et Jeremy Banster[1],[2]
- Sociétés de production : Cantina Studio[1]
- Réalisation : Fabien Montagner[1]
- Scénario : Philippe Paumier et Fabien Montagner[1]
- Musique : Cyrille Aufort
- Décors : Gabrielle Desjean et Thibault Pinto
- Costumes : Morgane Lambert
- Photographie : Sylvain Rodriguez
- Son : Yann Le Mapihan
- Montage : Xavier Franchomme
- Maquillage : Véronique Gaillard
- Pays de production :  France
- Langue originale : français
- Format : couleur
- Nombre de saisons : 1
- Nombre d'épisodes[1] : 8
- Durée : 26 minutes[1]
- Dates de première diffusion :
  - Streaming : 31 mai 2024 sur la plateforme france.tv[3]
  - France : 16 août 2024 sur France 3[11]

## Épisodes
1. Émilie[11]
2. Aurore
3. Mateo
4. William
5. Émilie(s)
6. Justine et Tessa
7. Nathan et Victor
8. Franck

## Accueil

### Audiences et diffusion
En France, la série est diffusée en vidéo à la demande à partir du 31 mai 2024 sur la plateforme france.tv. Le premier mois, la série de huit épisodes cumule 723 000 vues, ce qui équivaut en moyenne à 90 000 vues par épisode,,.
Fabrice Valéry, délégué antennes et contenus de France 3 Occitanie commente : « À la télévision comme sur la plateforme france.tv, nous produisons et diffusons des programmes pour qu'ils soient vus, qu'ils rencontrent leur public… C'est dire notre fierté de voir que la série Bugarach, portée par France 3 Occitanie, est un succès ! Mais ce n'est pas un hasard : avec un scénario excellemment ficelé, un réalisateur de talent, une production engagée, une équipe motivée et un casting qui s'est tellement identifié à cette série, cela ne pouvait pas en être autrement. Tout simplement : merci à eux et merci au public ! »,.
La série est ensuite diffusée le vendredi vers minuit sur France 3 par salve de quatre épisodes à partir du 16 août 2024.
Vu l'heure de diffusion, durant la nuit, les chiffres d'audience ne sont pas communiqués.

### Accueil critique
Le site SensCritique donne une note de 4,2/10.
Pour le chroniqueur Frédéric Bonet : « L'excitation retomba tel un soufflé au bout seulement de 10 min […] ce fut une véritable souffrance. Des dialogues d'une pauvreté abyssale, avec des "mais t'es sérieux" toutes les cinq minutes. À croire que l'on ne sait plus dire que ça quand on est surpris, c'est insupportable. En plus, les acteurs expliquent tout ce qu'ils font […] Tout est comme ça. Sur expliqué à outrance. Avec le petit bonus d'être mal joué ».
Télé Loisirs (note 4/5) : « Un projet audacieux, qui exploite les codes du fantastique pour questionner des thématiques comme la protection de l'environnement ou l'incidence de nos choix sur nos destinées. ».
Le Journal du Dimanche (note 3,5/5) : « Le scénario se révèle original et tient en haleine (…), mais malheureusement l'interprétation décrédibilise l'ensemble. ».
Télé 7 Jours (note 3,5/5) : « Attachante avec ses jeunes héroïnes en quête de sens dans leur existence, cette série made in Occitanie projette le spectateur dans ses réalités alternatives et questionne, subtilement, nos propres vies et les chemins que nous empruntons. ».
Téléstar (note 3,5/5) : « Si cette série de science-fiction française pour ados rappelle sa cousine hexagonale "Parallèles", c'est qu'elle prend elle aussi le genre au sérieux, avec une réalisation tout aussi soignée. ».
Télé Câble Sat (note 3/5) : « Une série pour ados à la réalisation soignée. ».
Télérama (note 2,5/5) : « On tique sur l'interprétation, inégale, et sur les dialogues trop superficiels. Quant au terrain écologique, "Bugarach" ne s'y aventure que timidement. Peut mieux faire. ».